# Ботсванская фондовая биржа
Ботсванская фондовая биржа — фондовая биржа в Габороне, Ботсвана. Биржа была основана в 1995 году. В настоящее время на бирже имеют листинг примерно 30 компаний.